# Ernest Azéma
Pour les articles homonymes, voir Azéma.
Marius Ernest Azéma né le 1er août 1871 à Agde et mort le 21 décembre 1917 à Montpellier est un peintre français.

## Biographie
Marius Ernest Joseph Azéma est le fils de Bernard François Azéma, maçon, et de Justine Assalit. Parmi ses frères, Auguste (1868-1948) devient sculpteur et Louis (1876-1963) sera peintre.
En 1883, il quitte l'école pour travailler en qualité de manœuvre en maçonnerie avec son père.
Il entre à l’École régionale des beaux-arts de Montpellier où il étudie la peinture avec Ernest Michel, l’architecture avec Alphonse Goudès et la sculpture auprès d'Auguste Baussan.
En 1891, il accomplit sa période militaire au sein du 81e régiment d'infanterie, puis arrive à Paris où il poursuit sa formation à l'École des beaux-arts où il est élève dans les ateliers de Fernand Cormon et Gustave Moreau, et plus occasionnellement dans ceux de Jean-Jacques Henner, d'Eugène Thirion, de François Flameng ou d'Alexandre Falguière. Il obtient à deux reprises le second grand prix de Rome en 1900 et 1901.
Il expose au Salon des artistes français entre 1892 et 1912.
En 1909, il quitte la capitale pour s'installer à Marseille ; il vit alors au Touring Hôtel, au 28, cours Belsunce.
Célibataire, il s'installe à Bessan où demeure son frère Auguste, et meurt à Montpellier le 21 décembre 1917.

Œuvres d'Ernest Azéma
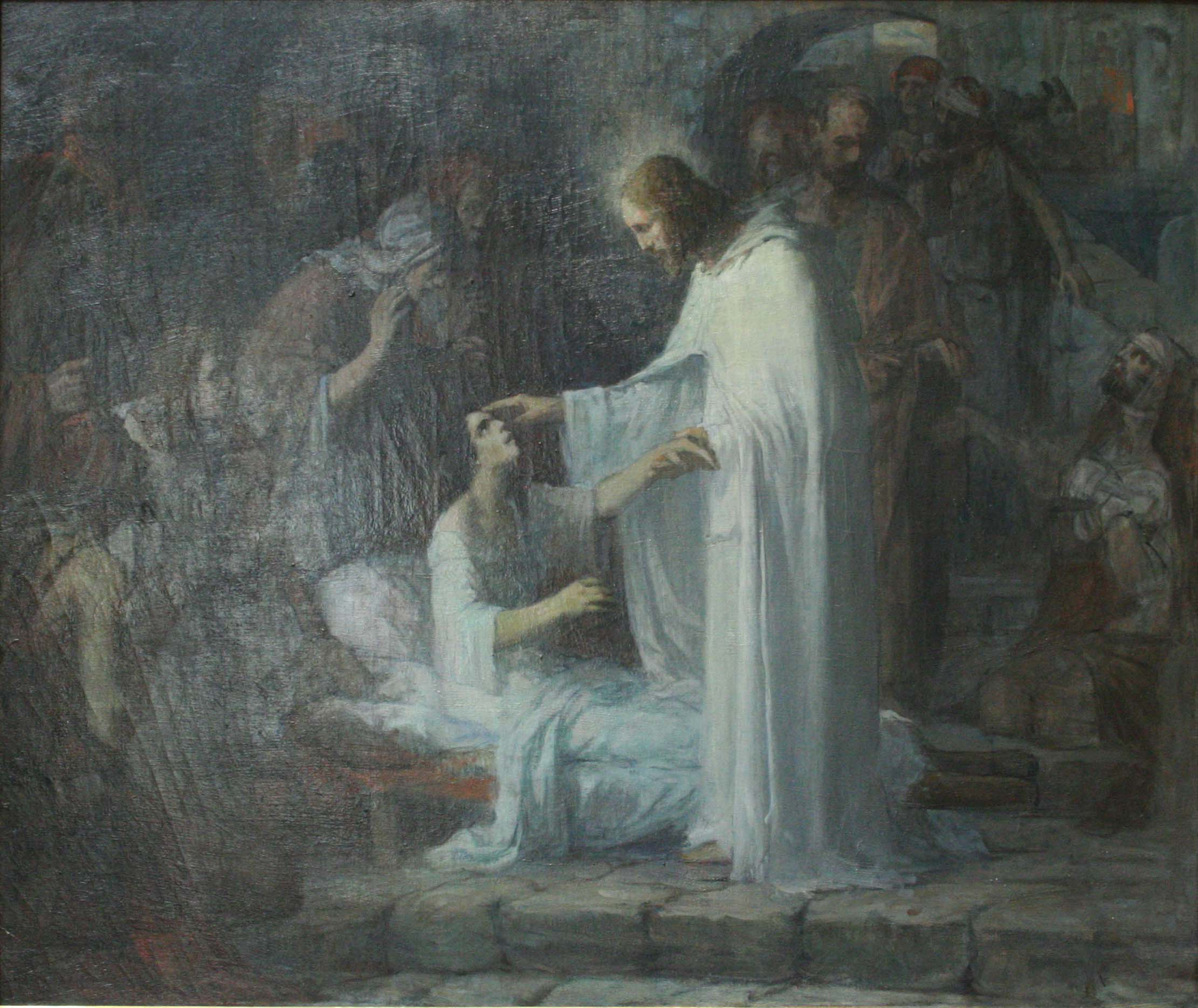
Jésus guérissant les malades (1901), musée des Beaux-Arts de Béziers.
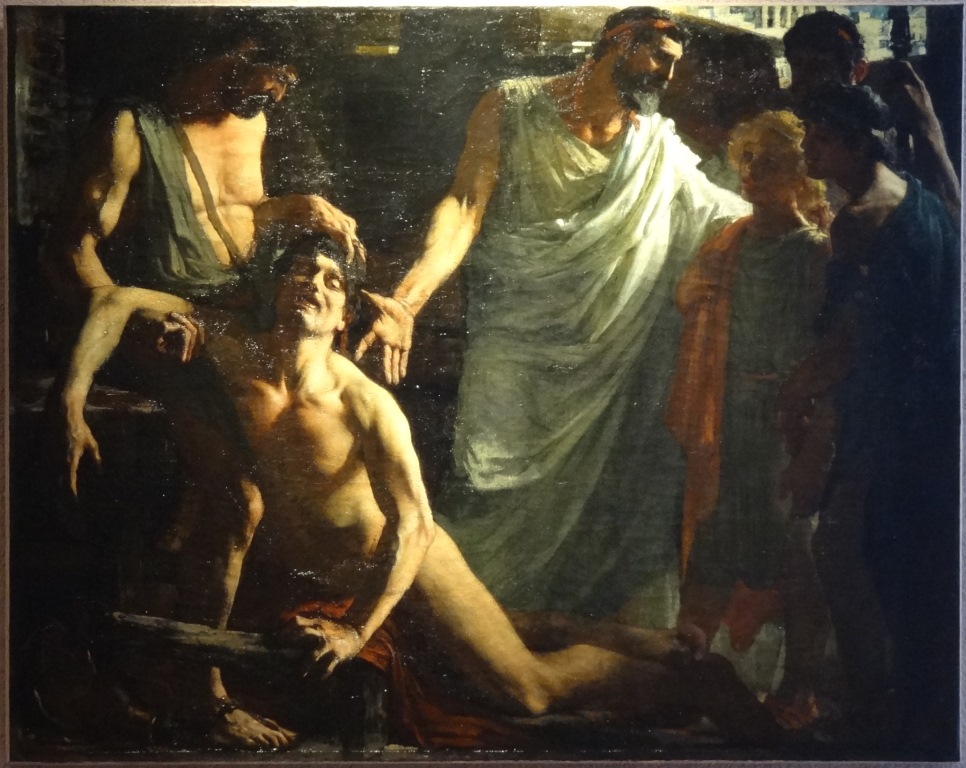
Un Spartiate montre à son fils un Ilote ivre (1901), Sète, musée Paul-Valéry.